# John Boorman
John Boorman [dʒɑn ˈbʊərmən] (Shepperton, Surrey, 1933. január 18. –) angol filmrendező, forgatókönyvíró, producer.

## Élete
John Boorman 1933. január 18-án született George Boorman és Ivy Chapman gyermekeként.
Tanulmányait a Salesian College-ban végezte, Chertsey-ben.
1950–1954 között a BBC Rádió műsorvezetője, kritikusa, a Manchester Guardian és más folyóiratok külső munkatársa volt. 1951–1953 között katona volt. 1955–1958 között a londoni ITN filmvágója volt. 1958–1960 között a Southern TV rendezője, gyártásvezetője volt. Később otthagyja a BBC-t és filmrendezőként dolgozott. 1975–1985 között az Ír Nemzeti Filmstúdiók Szövetségének elnöke volt. 1983–1994 között a Brit Filmintézet vezetője.
Egyik leánya Katrine Boorman színésznő (Igrayne alakítója az „Excalibur”-ban).

## Filmjei
- Kapjatok el, ha tudtok (1965)
- A játéknak vége (1967)
- Pokol a Csendes-óceánon (1968)
- Az utolsó Leo (1970)
- Gyilkos túra (1972)
- Zardoz (1974)
- Az eretnek (1976)
- Ördögűző 2. (1977)
- Excalibur (1981)
- Smaragderdő (1985)
- Remény és dicsőség (1987)
- Ahol a szív lakik (1990)
- Azt álmodtam, hogy felébredtem (1991)
- Két meztelen fürdőző (1995)
- A szabadság ösvényein (1995)
- Egyszerű terv (1997)
- A bűncézár (1998)
- Lee Marvin: A Personal Portrait (1998)
- A panamai szabó (2001)
- Hosszú motorozás (2004)
- In My Country (2005, a Country of My Skull c. könyv alapján)
- The Tiger’s Tail (2006)

## Művei
- The Legend of Zardoz (regény, 1973)
- Money into Light (1985)
- Hope into Light (1987)
- Projections (1992)

## Díjak
- Cannes-i nemzetközi filmfesztivál:
  - 1970 – Leo the Last – legjobb rendezés díja
  - 1981 – Excalibur – legjobb művészi hozzájárulás díja
  - 1988 – A bűncézár (The General) – legjobb rendezés díja

A Nemzetközi Filmfesztivál legjobb művészi hozzájárulásának díja